# Ryszard Wichrowski
Ryszard Wichrowski (ur. 18 stycznia 1959) – polski lekkoatleta, sprinter i średniodystansowiec, trzykrotny mistrz Polski.
Specjalizował się w biegu na 400 m, ale z powodzeniem startował również w biegu na 800 m. Wystąpił w sztafecie 4 × 400 m w finale Pucharu Europy w 1981 w Zagrzebiu (7. miejsce). Na mistrzostwach Europy w 1982 w Atenach zajął wraz z kolegami 4. miejsce w sztafecie 4 × 400 m (sztafeta biegła w składzie: Wichrowski, Ryszard Szparak, Andrzej Stępień, Ryszard Podlas). Na mistrzostwach świata w 1983 w Helsinkach polska sztafeta 4 × 400 m (biegnąca w tym samym składzie, co na ME w Atenach) nie ukończyła biegu finałowego. W finale Pucharu Europy w 1985 w Moskwie Wichrowski zajął 7 miejsce w biegu na 400 m i 5. miejsce w sztafecie 4 × 400 m, a w finale Pucharu Europy w 1987 w Pradze 7. miejsce w sztafecie 4 × 400 m.
Był mistrzem Polski w sztafecie 4 × 400 m w 1981, 1982 i 1990, wicemistrzem na 400 m w 1985 i 1986 oraz brązowym medalistą na 400 m w 1981 i 1982, a także na 800 m w 1989. Był również halowym mistrzem Polski na 400 m w 1986.
Rekordy życiowe Wichrowskiego:
- bieg na 100 m – 10,5 (23 maja 1982, Sopot)
- bieg na 200 m – 21,28 (17 maka 1986, Spała)[5]
- bieg na 400 m – 46,28 (23 lipca 1983, Sofia)[6]
- bieg na 800 m – 1:47,99 (23 sierpnia 1989, Mielec)[7]

Był zawodnikiem klubów Flota Gdynia i Olimpia Grudziądz.